# 4947 Ninkasi
4947 Ninkasi је Амор астероид чија средња удаљеност од Сунца износи 1,369 астрономских јединица (АЈ).
Апсолутна магнитуда астероида је 18,7.